# Atletisme als Jocs Olímpics d'Estiu de 1928 - salt de perxa masculí
El salt de perxa masculí va ser una de les proves del programa d'atletisme disputades durant els Jocs Olímpics d'Amsterdam de 1928. La prova es va disputar l'1 d'agost de 1928 i hi van prendre part 20 atletes de 13 nacions diferents.

## Medallistes
| Or               | Plata                      | Bronze                 |
| Sabin Carr (USA) | William Droegemuller (USA) | Charles McGinnis (USA) |

## Rècords
Aquests eren els rècords del món i olímpic que hi havia abans de la celebració dels Jocs Olímpics de 1928.
| Rècord del Món | 4,30 m | Lee Barnes | Fresno (USA) | 28 abril 1928 |
| Rècord Olímpic | 4,09 m | Frank Foss | Anvers (BEL) | 20 agost 1920 |

Sabin Carr i William Droegemuller van millorar el rècord olímpic en saltar 4,10 metres. Carr l'acabà deixant en 4,20 metres.

## Calendari
| Data                       | Horari           | Ronda               |
| -------------------------- | ---------------- | ------------------- |
| dimecres 1 d'agost de 1928 | Desconegut 16:00 | Classificació Final |

## Resultats

### Qualificació
Tots els atletes que van superar els 3,66 metres van passar a la final. Les seqüències de salts no es coneixen.
| Pos. | Atleta               | Nació         | 3.30 | 3.50 | 3.66 | Altures     | Notes |
| ---- | -------------------- | ------------- | ---- | ---- | ---- | ----------- | ----- |
| 1    | Lee Barnes           | Estats Units  | o    | o    | o    | 3.66        | Q     |
| 1    | Sabin Carr           | Estats Units  | o    | o    | o    | 3.66        | Q     |
| 1    | William Droegemuller | Estats Units  | o    | o    | o    | 3.66        | Q     |
| 1    | János Karlovits      | Hongria       | o    | o    | o    | 3.66        | Q     |
| 1    | Henry Lindblad       | Suècia        | o    | o    | o    | 3.66        | Q     |
| 1    | Charles McGinnis     | Estats Units  | o    | o    | o    | 3.66        | Q     |
| 1    | Julius Müller        | Alemanya      | o    | o    | o    | 3.66        | Q     |
| 1    | Yonetaro Nakazawa    | Japó          | o    | o    | o    | 3.66        | Q     |
| 1    | Victor Pickard       | Canadà        | o    | o    | o    | 3.66        | Q     |
| 10   | Laurence Bond        | Regne Unit    | o    | o    | xxx  | 3.50        |       |
| 10   | Josep Culí           | Espanya       | o    | o    | xxx  | 3.50        |       |
| 10   | Maurice Henrijean    | Bèlgica       | o    | o    | xxx  | 3.50        |       |
| 10   | Aksel Nikolajsen     | Dinamarca     | o    | o    | xxx  | 3.50        |       |
| 14   | Stelios Benardis     | Grècia        | o    | xxx  | N/D  | 3.30        |       |
| 14   | Gérard Noël          | Bèlgica       | o    | xxx  | N/D  | 3.30        |       |
| 14   | Age van der Zee      | Països Baixos | o    | xxx  | N/D  | 3.30        |       |
| —    | René Joannes-Powell  | Bèlgica       | xxx  | N/D  | N/D  | Sense marca |       |
| —    | Argyris Karagiannis  | Grècia        | xxx  | N/D  | N/D  | Sense marca |       |
| —    | Pierre Ramadier      | França        | xxx  | N/D  | N/D  | Sense marca |       |
| —    | Robert Vintousky     | França        | xxx  | N/D  | N/D  | Sense marca |       |

### Final
McGinnis, Pickard i Barnes van empatar en la tercera posició amb un millor salt de 3,95 metres. En el desempat, McGinnis va ser l'únic que va saltar els 4,10 metres, per la qual cosa va rebre la medalla de bronze. Pickard va poder repetir els 3,95 metres, mentre Barnes no, ocupant la quarta i cinquena posició respectivament.
| Pos. | Atleta               | Nació        | 3.50 | 3.65 | 3.80 | 3.90 | 3.95 | 4.00 | 4.10 | 4.15 | 4.20 | 4.31 | Altura | Notes |
| ---- | -------------------- | ------------ | ---- | ---- | ---- | ---- | ---- | ---- | ---- | ---- | ---- | ---- | ------ | ----- |
| 1    | Sabin Carr           | Estats Units | o    | o    | o    | o    | xxo  | o    | o    | o    | o    | xxx  | 4.20   | RO    |
| 2    | William Droegemuller | Estats Units | o    | o    | o    | o    | xxo  | o    | o    | xxx  | N/D  | N/D  | 4.10   |       |
| 3    | Charles McGinnis     | Estats Units | o    | o    | o    | o    | o    | xxx  | N/D  | N/D  | N/D  | N/D  | 3.95   |       |
| 4    | Victor Pickard       | Canadà       | o    | o    | o    | o    | o    | xxx  | N/D  | N/D  | N/D  | N/D  | 3.95   |       |
| 5    | Lee Barnes           | Estats Units | o    | o    | o    | o    | o    | xxx  | N/D  | N/D  | N/D  | N/D  | 3.95   |       |
| 6    | Yonetaro Nakazawa    | Japó         | o    | o    | o    | xo   | xxx  | N/D  | N/D  | N/D  | N/D  | N/D  | 3.90   |       |
| 7    | Henry Lindblad       | Suècia       | o    | o    | o    | xxo  | xxx  | N/D  | N/D  | N/D  | N/D  | N/D  | 3.90   |       |
| 8    | János Karlovits      | Hongria      | o    | o    | o    | xxx  | N/D  | N/D  | N/D  | N/D  | N/D  | N/D  | 3.80   |       |
| 9    | Julius Müller        | Alemanya     | o    | o    | xxx  | N/D  | N/D  | N/D  | N/D  | N/D  | N/D  | N/D  | 3.65   |       |